# Vereniging van Exporteurs van Agrarische Producten in Suriname
De Vereniging van Exporteurs van Agrarische Producten in Suriname (VEAPS, Veaps) is een Surinaamse belangenorganisatie.
De VEAPS zet zich in voor de belangen van landbouwexporteurs, zoals modernisering van de sector met de invoering van nieuwe werkmethoden in het planten, de bemesting en de bedrijfsvoering, en de verdere introductie van kassenteelt. Ook verzet ze zich tegen activiteiten die de landbouw schaden zoals de zandafgravingen in Damboentong in Saramacca in 2020.
In 2014 streed het voor een vlotte en correcte afhandeling van producten op de J.A. Pengel International Airport. Wekelijks vertrekken rond de zeven vluchten aan Surinaamse agrarische producten vanaf deze luchthaven (stand 2014). Daarnaast is het betrokken bij de toepassing van internationale regelgeving, zoals de audits die door de Europese Unie worden gehouden onder Surinaamse boeren, en maakt het zich hard voor meer werknemers in de sector.
Tijdens de coronacrisis in Suriname, waarbij het luchtruim in 2020 gesloten werd, werkte ze samen met het ministerie van Landbouw, Veeteelt en Visserij in het zoeken van oplossingen waardoor de export voort kon gaan. Daarnaast was het toen met het ministerie betrokken bij de organisatie van verkoopdagen.